# Paide Linnameeskond
El Paide Linnameeskond (en español: Equipo de la Ciudad de Paide) es un club de fútbol ubicado en Paide, Estonia. Juega en la Meistriliiga, la liga de fútbol más importante del país.

## Historia
El Paide Linnameeskond fue fundado en 2004 como Flora Paide y arrancó su trayectoria desde las categorías amateur. En su tercer año de vida logró promocionar a la segunda categoría, y en 2009 debutó en la Meistriliiga con el exjugador internacional Meelis Rooba como entrenador.
El mayor logro en la historia del club ha sido ganar la Copa de Estonia en 2021, frente al Nõmme Kalju.

## Palmarés
- Copa de Estonia: 1

2022
- Supercopa de Estonia: 1

2023

## Participación en competiciones europeas de la UEFA
| Temporada | Torneo                        | Ronda         | Club           | Casa       | Visita | Global      |
| --------- | ----------------------------- | ------------- | -------------- | ---------- | ------ | ----------- |
| 2020-21   | UEFA Europa League            | Primera ronda | Žalgiris       | –          | 0–2    | 0–2         |
| 2021-22   | UEFA Europa Conference League | Primera Ronda | Śląsk Wrocław  | 1–2        | 0–2    | 1–4         |
| 2022-23   | UEFA Europa Conference League | Primera Ronda | Dinamo Tbilisi | 1-2        | 3-2    | 4-4 (6-5 p) |
| 2022-23   | UEFA Europa Conference League | Segunda Ronda | Ararat-Armenia | 0-0        | 0-0    | 0-0 (5-3 p) |
| 2022-23   | UEFA Europa Conference League | Tercera Ronda | Anderlecht     | 0-2        | 0-3    | 0-5         |
| 2023-24   | UEFA Europa Conference League | Primera Ronda | B36            | 0–2 (t.e.) | 0–0    | 0-2         |
| 2024-25   | UEFA Europa Conference League | Primera Ronda | Bala Town      | 1-1        | 2-1    | 3-2         |
| 2024-25   | UEFA Europa Conference League | Segunda Ronda | Stjarnan       | 4-0        | 1-2    | 5-2         |
| 2024-25   | UEFA Europa Conference League | Tercera Ronda | Häcken         | 1-1        | 1-6    | 2-7         |
| 2025-26   | UEFA Europa Conference League | Primera Ronda | Magpies        | 4-1        | 3-2    | 7-3         |
| 2025-26   | UEFA Europa Conference League | Segunda Ronda | AIK            | 0-2        | 0-6    | 0-8         |